# 15. Flak-Brigade
Die 15. Flak-Brigade war ein Kampfverband in Brigadestärke der Luftwaffe im Zweiten Weltkrieg. Die Aufstellung des Brigadestabes erfolgte am 8. Juni 1942.

## Großraum Hannover
Zunächst noch unter dem Namen Flak-Brigade XV aufgestellt, übernahm der Brigadestab die operative Führung aller im Großraum Hannover stationierten Flakkräfte mit Gefechtsstand ebenda. Ihm unterstellt waren nach Erweiterung des Einsatzbereichs auf den Raum Braunschweig und Osnabrück am 9. Januar 1944 das  Flak-Regiment 9 als Flakgruppe Osnabrück, das Flak-Regiment 25 als Flakgruppe Hannover, das Flak-Regiment 65 als Flakgruppe Braunschweig sowie das Flakscheinwerfer-Regiment 56 als Flakscheinwerfergruppe Hannover.
| Flak-Regiment    | Ort          | schwere Batterien | Mittlere/leichte Batterien | Sonstige Batterien        |
| ---------------- | ------------ | ----------------- | -------------------------- | ------------------------- |
| Flak-Regiment 9  | Osnabrück    | 6                 | 4                          | 1 Luftsperr-Batterie      |
| Flak-Regiment 25 | Hannover     | 18                | 9                          | 13 Scheinwerfer-Batterien |
| Flak-Regiment 65 | Braunschweig | 6                 | 5                          |                           |
| Flak-Regiment 65 | Salzgitter   | 7                 | 4                          | 1 Nebel-Kompanie          |

## Verlegung nach Schlesien und Umwandlung
Am 9. Mai 1944 wurde der Brigadestab aus seinem bisherigen Aufgabenfeld herausgelöst und nach Schlesien mit Gefechtsstand in Ehrenforst verlegt. Primäraufgabe war der Luftschutz des dortigen oberschlesischen Industriegebiets sowie der Luftschutz der Werkshallen von IG-Farben in Auschwitz. Hierfür wurde folgenden Flakkräfte unterstellt:
- Flak-Regiment 106 als Flakgruppe Oberschlesien-West
- Flak-Regiment 107 als Flakgruppe Oberschlesien-Ost
- Flak-Regiment 150 als Flakgruppe Breslau
- Flakscheinwerfer-Regiment 84 als Flakscheinwerfergruppe Oberschlesien
- Flakgruppe Posen
- Flakgruppe Litzmannstadt

Insgesamt lagen im Bereich Hindenburg-Königshütte 35 schwere und 1 leichte Batterie. Im Odertal weitere 16 schwere und 2 mittlere/leichte sowie 5 Luftsperrbatterien. Für Posen standen 15 schwere und 1 leichte sowie für Auschwitz 4 schwere und 1 leichte Batterie zur Verfügung. Litzmannstadt verfügte über 3 schwere Batterien sowie einen leichten Zug. Im September 1944 wurde der Brigadestab in den Divisionsstab der 11. Flak-Division umgegliedert.

## Neuaufstellung
Die Aufstellung eines neuen Brigadestabes der 15. Flak-Brigade erfolgte am 30. Dezember 1944 durch Umwandlung des Regimentsstabes des Flak-Regiments 62 mit Gefechtsstand in Danzig. Im Zuge der Schlacht um Ostpreußen lagen die Flakkräfte der Brigade, welche zu diesem Zeitpunkt nicht näher bestimmbar waren, im Bereich des II. Flak-Korps. Im Februar 1945 kämpfte die Brigade in Pommern im Rahmen der 27. Flak-Division. Hierbei unterstanden ihr das Flaksturm-Regimenter 6 und 21 im Raum Fiddichow-Pyritz-Arnswalde-Deutsch Krone-Neustettin mit 12 schweren und 9 mittleren/leichten Batterien. Am 4. April 1945 lag der Brigadestab an der Oderfront im Raum Freienwalde-Schwedt. Hier unterstanden dem Brigadestab die Flak-Regimenter 138 und 145, das Flaksturm-Regiment 6 sowie kurzzeitig die Flak-Regimenter Herzberg und 12 ohne unterstellte Verbände. Bis zum 27. April 1945 wurde die 15. Flak-Brigade von der Roten Armee überrollt und zerschlagen.

## Kommandeure
| Dienstgrad | Name                     | Datum                                                      |
| ---------- | ------------------------ | ---------------------------------------------------------- |
| Oberst     | Werner Anton             | 8. Juni 1942 bis 18. November 1942                         |
| Oberst     | Friedrich Römer          | November 1942 bis 30. April 1943                           |
| Oberst     | Alwin Wolz               | 1. Mai 1943 bis Oktober 1943                               |
| Oberst     | Oskaer Kraemer           | November 1943 bis 8. September 1944                        |
| Oberst     | Friedrich-Frantz Rittner | 30. Dezember 1944 bis 27. April 1945 (nach Neuaufstellung) |